# وفاء شعلال
وفاء شعلال سياسية جزائرية عينت عضوا في حكومة بن عبد الرحمان بمنصب وزيرة الثقافة والفنون بتاريخ 7 جويلية 2021.